# شهرستان ییچوان (استان هنان)
شهرستان ییچوان (به انگلیسی: Yichuan County) یک شهرستان در چین است که در لوئویانگ واقع شده‌است. شهرستان ییچوان ۷۵۷٬۵۰۰ نفر جمعیت دارد.